# Ayahualo
Ayahualo är en ort i Mexiko.   Den ligger i kommunen Hueytamalco och delstaten Puebla, i den sydöstra delen av landet, 200 km öster om huvudstaden Mexico City. Ayahualo ligger 606 meter över havet och antalet invånare är 422.
Terrängen runt Ayahualo är lite bergig. Runt Ayahualo är det ganska tätbefolkat, med 248 invånare per kvadratkilometer. Närmaste större samhälle är Teziutlan, 17,3 km söder om Ayahualo. I omgivningarna runt Ayahualo växer huvudsakligen savannskog.